# Mieczysław Goettel
Mieczysław  Julian  Goettel (ur. 13 września 1946 w Gdyni) – polski prawnik, profesor nauk prawnych, profesor nadzwyczajny Uniwersytetu w Białymstoku, specjalista prawa cywilnego, prawa rodzinnego i prawa administracyjnego. Emerytowany policjant w stopniu inspektora i były komendant-rektor Wyższej Szkoły Policji w Szczytnie.

## Życiorys
W 1970 ukończył studia prawnicze na Wydziale Prawa i Administracji Uniwersytetu im. Adama Mickiewicza w Poznaniu. W 1980 na podstawie rozprawy pt. Pozbawienie władzy rodzicielskiej otrzymał na Wydziale Prawa i Administracji Uniwersytetu Mikołaja Kopernika w Toruniu otrzymał stopień naukowy doktora nauk prawnych. W 1987 na tym samym wydziale na podstawie dorobku naukowego oraz rozprawy  pt. Majątek odrębny małżonków uzyskał stopień doktora habilitowanego nauk prawnych. W 2015 prezydent RP Bronisław Komorowski nadał mu tytuł naukowy profesora nauk prawnych. Został profesorem nadzwyczajnym Wydziału Prawa i Administracji Uniwersytetu Warmińsko-Mazurskiego, a następnie Wydziału Prawa Uniwersytetu w Białymstoku.
Był oficerem Milicji Obywatelskiej. W latach 1990–1997 pełnił funkcję komendanta-rektora Wyższej Szkoły Policji w Szczytnie.
W 1993 „za wybitne zasługi w działalności dla umacniania bezpieczeństwa wewnętrznego kraju” został odznaczony przez prezydenta RP Lecha Wałęsę Krzyżem Kawalerskim Orderu Odrodzenia Polski.

## Wybrane publikacje
- Prawo cywilne : zarys wykładu (współautor, 2016)
- Sytuacja zwierzęcia w prawie cywilnym (2013)
- Prawo rodzinne w pytaniach i odpowiedziach (2010, 2012)
- Podatek od czynności cywilnoprawnych : komentarz (współautor, 2007)
- Elementarny kurs postępowania cywilnego (współautor, 2007)
- Uprawnienia policjanta : stosowanie środków przymusu bezpośredniego (1996)
- Uprawnienia policjanta : legitymowanie, zatrzymywanie, przeszukanie i czynności zbliżone, korzystanie z pomocy (współautor, 1996)
- Status prawny Policji i policjanta (współautor, 1995)
- Zagadnienia prawne służby w Policji (1994)
- Policyjne środki przymusu bezpośredniego (1990)
- Majątek odrębny małżonków (1986)
- Instytucje prawa cywilnego w konstrukcji prawnej podatków (współautor, 2011)
- 50-lecie oficerskiego szkolnictwa policyjnego w Szczytnie (1954-2004) (współredaktor nauk., 2004)
- Szkody wyrządzane przez funkcjonariuszy Policji w mieniu Skarbu Państwa znajdującym się w dyspozycji jednostek Policji (współredaktor nauk., 2003)
- Prawo ochrony przyrody : wybór aktów prawnych (oprac., 2003)[4]